# Gergőfalva
Gergőfalva (1899-ig Gyurgyove, szlovákul Ďurďové) község Szlovákiában, a Trencséni kerületben, a Vágbesztercei járásban.

## Fekvése
Vágbesztercétől 17 km-re délkeletre, a Deményi-völgy déli részén, 450 m magasan fekszik.

## Története
A község területe már a szláv betelepülést követő időszakában lakott volt, ezt bizonyítják a 10. századtól a 12. századig használt szláv temető maradványai.
A mai települést 1393-ban egy oklevélben „via Harohania sen de terra abbatis de Scala” alakban említik először. 1397-ben „Gergew”, 1429-ben „Gywrdowo” néven említik. Előbb a szkalkai apátság, majd Kasza várának uradalmához tartozott. Később helyi nemesek, főként a Gergőfalvi és Mogyoródi családok voltak a birtokosai. 1598-ban 12 ház állt a településen. 1720-ban 12 adózója volt. 1784-ben 27 háza állt 26 családdal és 169 lakossal.
A 18. század végén Vályi András így ír róla: „Nagy Gyurgyove. Tót falu Trentsén Vármegyében, földes Urai több Uraságok, lakosai katolikusok, fekszik Bezerédhez, vagy Bruszirához nem meszsze. Határbéli földgyének sovány volta miatt, harmadik Osztálybéli.”
1828-ban 25 házában 239 lakos élt. Lakói főként mezőgazdasággal és kosárfonással foglalkoztak.
Fényes Elek 1851-ben kiadott geográfiai szótárában így ír a faluról: „Gyurgyove, tót falu, Trencsén vmegyében, kősziklás erdős hegyek közt, Domanithoz 1 óra. Lakja 179 kath. F. u. többen. Ut. p. Zsolna.”
A trianoni békéig Trencsén vármegye Illavai járásához tartozott.

## Népessége
| Év:            | 1994. | 2004.   | 2014.    | 2024.   |
| -------------- | ----- | ------- | -------- | ------- |
| Emberek száma: | 182   | 192     | 151      | 165     |
| Eltérés:       |       | +5,49 % | -21,35 % | +9,27 % |

| Év:            | 2023. | 2024.   |
| -------------- | ----- | ------- |
| Emberek száma: | 160   | 165     |
| Eltérés:       |       | +3,12 % |

1910-ben 196, túlnyomórészt szlovák lakosa volt.
2001-ben 195 lakosából 194 szlovák volt.
2011-ben 154 lakosa volt, mindegyik szlovák.

## Nevezetességei
- Szűz Mária tiszteletére szentelt kápolnája a 18. században épült barokk-klasszicista stílusban. Berendezése 18. és 19. századi. 1988 és 1990 között megújították. Barossháza filiája.

## Külső hivatkozások
- Hivatalos oldal
- Községinfó
- Gergőfalva Szlovákia térképén
- E-obce.sk